# Mathematical Intelligencer
The Mathematical Intelligencer is een internationaal, aan collegiale toetsing onderworpen wetenschappelijk tijdschrift over wiskundigen en over de cultuur en geschiedenis van de wiskunde.
De naam wordt in literatuurverwijzingen meestal afgekort tot Math. Intel.
Het wordt uitgegeven door Springer Science+Business Media en verschijnt 4 keer per jaar.
Het eerste nummer verscheen in 1978.